# Люсі Лью
Люсі Алексіс Лью (англ. Lucy Alexis Liu, нар. 2 грудня 1968) — американська акторка, продюсерка та режисерка. Стала відома завдяки ролі Лін Ву (англ. Ling Woo) із серіалу «Еллі Макбіл» (1998—2002), за яку вона була номінована на премію «Еммі» як найкраща акторка другого плану і «премію Гільдії кіноакторів США» у номінації «Найкраща жіноча роль у комедійному серіалі». Також відома ролями у голлівудських фільмах: «Ангели Чарлі», «Вбити Білла», «Чикаго», «Кунг-фу панда». Від 2012 року знімається у кримінальній драмі «Елементарно» у ролі Джоан Ватсон.

## Життєпис

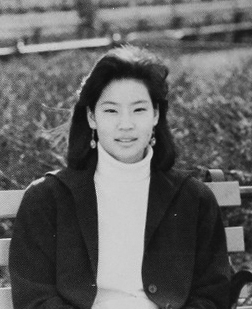
У старшій середній школі у 1986 році

Народилася 2 грудня 1968 року у Нью-Йорку, в районі Квінз.
Вона наймолодша із трьох дітей, має брата Джона і сестру Дженні. Батьки Люсі іммігрували з Тайваню, мати Сесілія працює біохіміком, а батько Том Лью за професією — інженер-будівельник. У п'ять років почала вивчати англійську мову, до цього розмовляла китайською. 
Закінчила середню школу 1986 року. Вступила до Нью-Йоркського університету, але пізніше перевелась до Мічиганського університету, який закінчила зі ступенем бакалавра за спеціальністю «Азійські мови та культури». Крім англійської також володіє китайською, японською, іспанською та італійською мовами.

## Фільмографія
У титрах фільмів і серіалів 1990-х років вказувалась за повним ім'ям: Люсі Алексіс Лью.

### Акторка
| Рік       |     | Українська назва                          | Оригінальна назва                            | Роль                                      |
| --------- | --- | ----------------------------------------- | -------------------------------------------- | ----------------------------------------- |
| 2026      | ф   | Диявол носить «Прада» 2                   | The Devil Wears Prada 2                      |                                           |
| 2024      | ф   | Кодове ім'я «Червоний»                    | Red One                                      | Зої                                       |
| 2024      | ф   | Панда Кунг-Фу 4                           | Kung Fu Panda 4                              | Майстер Гадюка (голос)                    |
| 2023      | ф   | Шазам 2                                   | Shazam! Fury of the Gods                     | Каліпсо                                   |
| 2022      | мф  | Дивний світ                               | Strange World                                | Каллісто Мал (голос)                      |
| 2020      | ф   |                                           | Stage Mother                                 | Сієнна                                    |
| 2019      | док |                                           | QT8: The First Eight                         | у ролі самої себе                         |
| 2019      | с   | Чому жінки вбивають                       | Why Women Kill                               | Сімона Ґроув (10 епізодів)                |
| 2012—2019 | с   | Елементарно                               | Elementary                                   | Докторка Джоан Ватсон (154 епізоди)       |
| 2018      | с   | Тварини                                   | Animals.                                     | Юмі (голос, 3 епізоди)                    |
| 2018      | ф   | Підстава                                  | Set It Up                                    | Кірстен Стівенс                           |
| 2018      | ф   | Світ майбутнього                          | Future World                                 | Королева                                  |
| 2017      | с   | Вулиця Сезам                              | Sesame Street                                | запрошена зірка (1 епізод)                |
| 2017      | кф  |                                           | Michael Jackson's Halloween                  | Відьма (голос)                            |
| 2017      | с   |                                           | Difficult People                             | Вероніка Форд (4 епізоди)                 |
| 2011—2016 | с   | Панда Кунг-Фу: Легенди крутості           | Kung Fu Panda: Legends of Awesomeness        | Майстер Гадюка (голос, 46 епізодів)       |
| 2016      | с   | Дівчата                                   | Girls                                        | детектив Моусдейл (1 епізод)              |
| 2016      | ф   | Панда Кунг-Фу 3                           | Kung Fu Panda 3                              | Майстер Гадюка (голос)                    |
| 2016      | кф  | Панда Кунг-Фу: Загадки сувою              | Kung Fu Panda: Secrets of the Scroll         | Майстер Гадюка (голос)                    |
| 2014      | в   | Феї і легенда загадкового звіра           | Tinker Bell and the Legend of the NeverBeast | Фея Срібляночка (голос)                   |
| 2014      | в   | Феї: Таємниця Піратського Острова         | The Pirate Fairy                             | фея Срібляночка (голос)                   |
| 2013      | ф   | Казка про принцесу Каґую                  | かぐや姫の物語                               | пані Саґамі (голос)                       |
| 2013      | кф  |                                           | Pixie Hollow Bake Off                        | фея Срібляночка (голос)                   |
| 2012      | ф   | Людина із залізними кулаками              | The Man with the Iron Fists                  | Мадам Блоссом                             |
| 2012      | ф   | Феї: Таємниця магічних крил               | Secret of the Wings                          | фея Срібляночка (голос)                   |
| 2012      | вг  |                                           | Sleeping Dogs                                | Вів'єн (голос)                            |
| 2012      | с   | Південна територія                        | Southland                                    | офіцер поліції Джессіка Тан (10 епізодів) |
| 2011      | кф  | Феї: Змагання у долині фей                | Pixie Hollow Games                           | фея Срібляночка (голос)                   |
| 2011      | ф   | Одного разу цей біль принесе тобі користь | Someday This Pain Will Be Useful to You      | Ровена                                    |
| 2011      | ф   | Панда Кунг-Фу 2                           | Kung Fu Panda 2                              | Майстер Гадюка (голос)                    |
| 2011      | ф   |                                           | The Trouble with Bliss                       | Андреа                                    |
| 2011      | ф   | Учитель на заміну                         | Detachment                                   | доктор Доріс Паркер                       |
| 2010      | с   | (мінісеріал)                              | Marry Me                                     | Рей Енн Картер (2 епізоди)                |
| 2010      | кф  | Панда Кунг-Фу: Святковий випуск           | Kung Fu Panda Holiday                        | Майстер Гадюка (голос)                    |
| 2010      | ф   |                                           | Nómadas                                      | Сьюзен                                    |
| 2010      | в   | Феї: Фантастичний порятунок               | Tinker Bell and the Great Fairy Rescue       | фея Срібляночка (голос)                   |
| 2009      | в   | Феї: Загублений скарб                     | Tinker Bell and the Lost Treasure            | фея Срібляночка (голос)                   |
| 2008—2009 | с   |                                           | Dirty Sexy Money                             | Нола Лайонс (13 епізодів)                 |
| 2009      | тф  |                                           | Afro Samurai: Resurrection                   | Сіо (голос)                               |
| 2008      | тф  |                                           | Little Spirit: Christmas in New York         | голос                                     |
| 2008      | в   | Феї                                       | Tinker Bell                                  | фея Срібляночка (голос)                   |
| 2008      | ф   | Панда Кунг-Фу                             | Kung Fu Panda                                | Майстер Гадюка (голос)                    |
| 2008      | с   |                                           | Cashmere Mafia                               | Мія Мейсон (7 епізодів)                   |
| 2008      | ф   | Сховай це подалі                          | The Year of Getting to Know Us               | Анна                                      |
| 2007      | ф   | Надивившись детективів                    | Watching the Detectives                      | Вайолет                                   |
| 2007      | ф   | Вампірка                                  | Rise: Blood Hunter                           | Сейді Блейк                               |
| 2007      | с   |                                           | Ugly Betty                                   | Грейс Чінь (2 епізоди)                    |
| 2007      | ф   | Кодове ім'я: Чистильник                   | Code Name: The Cleaner                       | Джина                                     |
| 2004—2006 | с   |                                           | Maya & Miguel                                | Меггі Лі (9 епізодів)                     |
| 2006      | ф   | Щасливе число Слевіна                     | Lucky Number Slevin                          | Ліндсі                                    |
| 2005      | ф   | Доміно                                    | Domino                                       | Тейрін Мілз                               |
| 2005      | ф   | Три голки                                 | 3 Needles                                    | Джинь Пін                                 |
| 2005      | с   | Сімпсони                                  | The Simpsons                                 | Мадам Ву (голос, 1 епізод)                |
| 2004—2005 | с   | Джої                                      | Joey                                         | Лорен Бек (3 епізоди)                     |
| 2004      | с   |                                           | Game Over                                    | Ракель Смешенберн (голос, 6 епізодів)     |
| 2004      | в   | Мулан 2                                   | Mulan II                                     | Мей (голос)                               |
| 2004      | ф   | Убити Білла. Фільм 2                      | Kill Bill: Volume 2                          | О-Рен Ісіі (Ожень Ішиї)                   |
| 2004      | с   | Пригоди Джекі Чана                        | Jackie Chan Adventures                       | доросла Джейд (голос, 1 епізод)           |
| 2003      | ф   | Убити Білла                               | Kill Bill Volume 1                           | О-рен Ішіі («Щитомордий болотник»)        |
| 2003      | вг  |                                           | Charlie's Angels                             | Алекс Мандей (голос)                      |
| 2003      | ф   | Янголи Чарлі: Повний вперед               | Charlie's Angels: Full Throttle              | Алекс Мандей                              |
| 2002      | ф   | Чикаго                                    | Chicago                                      | Кітті Бакстер                             |
| 2002      | с   | Король гори                               | King of the Hill                             | Тид Пао (голос, 1 епізод)                 |
| 2002      | ф   | Кодер                                     | Cypher                                       | Ріта Фостер                               |
| 2002      | ф   | Балістик: Екс проти Сівер                 | Ballistic: Ecks vs. Sever                    | Сівер, китайський таємний агент           |
| 1998—2002 | с   | Еллі Макбіл                               | Ally McBeal                                  | Лін Ву (73 епізоди)                       |
| 2001—2002 | с   | Футурама                                  | Futurama                                     | Голова Люсі Лью (голос, 2 епізоди)        |
| 2001      | вг  |                                           | SSX Tricky                                   | Еліза Ріґз (голос)                        |
| 2001      | ф   | Готель                                    | Hotel                                        | Кавіка                                    |
| 2001      | с   | Секс і місто                              | Sex and the City                             | Люсі Лью (1 епізод)                       |
| 2000      | ф   | Янголи Чарлі                              | Charlie's Angels                             | Алекс Мандей                              |
| 2000      | ф   | Шанхайський полудень                      | Shanghai Noon                                | принцеса Пейпей                           |
| 1999      | ф   | Бий у кістку                              | Play It to the Bone                          | Лія                                       |
| 1999      | ф   | Шлюбні ігри землян                        | The Mating Habits of the Earthbound Human    | Лідія, подружка Жінки                     |
| 1999      | ф   | Моллі                                     | Molly                                        | Бренда, колега Бака                       |
| 1999      | ф   | Липучка                                   | Flypaper                                     | Крапка                                    |
| 1999      | ф   | Справжній злочин                          | True Crime                                   | продавчиня магазину іграшок               |
| 1999      | ф   | Розплата                                  | Payback                                      | Перлинка                                  |
| 1998      | ф   | Убивча любов                              | Love Kills                                   | Каші                                      |
| 1997      | с   |                                           | Michael Hayes                                | Аліса Ву (1 епізод)                       |
| 1997      | с   |                                           | Dellaventura                                 | Юлін Чун (1 епізод)                       |
| 1996—1997 | с   |                                           | Pearl                                        | Емі Лі (22 епізоди)                       |
| 1997      | тф  |                                           | Riot                                         | Тіффані (розділ "Empty")                  |
| 1997      | с   | Поліція Нью-Йорка                         | NYPD Blue                                    | Емі Чу (1 епізод)                         |
| 1997      | с   |                                           | The Real Adventures of Jonny Quest           | Мелана (голос, 2 епізоди)                 |
| 1997      | ф   | Зона злочинності                          | City of Industry                             | Кеті Роуз                                 |
| 1997      | ф   | Замкнуте коло / Глухий кут / У безвиході  | Gridlock'd                                   | Сі Сі                                     |
| 1996      | ф   | Джеррі Магуайер                           | Jerry Maguire                                | колишня дівчина                           |
| 1996      | ф   |                                           | Guy                                          | Жінка                                     |
| 1996      | с   |                                           | High Incident                                | офіцер поліції Він (2 епізоди)            |
| 1996      | с   | Детектив Неш Бріджес                      | Nash Bridges                                 | Джой Повелл (1 епізод)                    |
| 1996      | с   | Секретні матеріали                        | The X-Files                                  | Кім Сін (1 епізод)                        |
| 1995      | с   | Швидка допомога                           | ER                                           | Мей Сунь Лью (3 епізоди)                  |
| 1995      | ф   | Лягава                                    | Bang                                         | Hooker                                    |
| 1995      | с   | Геркулес: Легендарні подорожі             | Hercules: The Legendary Journeys             | Ой-Лан (1 епізод)                         |
| 1995      | с   |                                           | Home Improvement                             | Жінка (1 епізод)                          |
| 1994      | с   |                                           | Coach                                        | Ніколь Вонг (2 епізоди)                   |
| 1994      | с   |                                           | Hotel Malibu                                 | колега (1 епізод)                         |
| 1993      | кф  | Протозоа                                  | Protozoa                                     | Арі                                       |
| 1993      | с   |                                           | L.A. Law                                     | Май Лінь (1 епізод)                       |
| 1992      | ф   | Залишайся зі мною / Ритм долі             | 伴我縱橫 / Rhythm of Destiny                 | Донна                                     |
| 1991      | с   | Район Беверлі-Гіллз                       | Beverly Hills, 90210                         | Кортні (1 епізод)                         |

### Продюсерка
| Рік  | Назва                   | Оригінальна назва      | Примітки                 |
| ---- | ----------------------- | ---------------------- | ------------------------ |
| 2009 |                         | Redlight               | документальний, продюсер |
| 2007 | Кодове ім'я: Чистильник | Code Name: The Cleaner | виконавчий продюсер      |
| 2006 | Шаленство свободи       | Freedom's Fury         | виконавчий продюсер      |

### Режисерка
| Рік       | Назва                               | Оригінальна назва                 | Примітки        |
| --------- | ----------------------------------- | --------------------------------- | --------------- |
| 2020      |                                     | New Amsterdam                     | 1 епізод        |
| 2019      | Чому жінки вбивають                 | Why Women Kill                    | 1 епізод        |
| 2014—2019 | Елементарно                         | Elementary                        | 7 епізодів      |
| 2019      | Закон і порядок: Спеціальний корпус | Law & Order: Special Victims Unit | 1 епізод        |
| 2018      | Люк Кейдж                           | Marvel's Luke Cage                | 1 епізод        |
| 2015      | Грейсленд                           | Graceland                         | 1 епізод        |
| 2012      |                                     | Meena                             | короткометражка |

## Основні нагороди та номінації
| Рік  | Нагорода                                        | Організація                                             | Категорія                                                                           | Робота                                       | Примітки                                          | Результат |
| ---- | ----------------------------------------------- | ------------------------------------------------------- | ----------------------------------------------------------------------------------- | -------------------------------------------- | ------------------------------------------------- | --------- |
| 2019 | Star on the Walk of Fame                        | Walk of Fame                                            | Television                                                                          |                                              | 1 травня 2019 року, адреса: Вайн-стріт, 1508      | Перемога  |
| 2017 | People's Choice Award                           | People's Choice Awards, USA                             | Favorite TV Crime Drama Actress                                                     |                                              |                                                   | Номінація |
| 2016 | People's Choice Award                           | People's Choice Awards, USA                             | Favorite Crime Drama TV Actress                                                     |                                              |                                                   | Номінація |
| 2015 | BTVA Anime Dub Movie/Special Voice Acting Award | Behind the Voice Actors Awards                          | Best Female Vocal Performance in an Anime Feature Film/Special in a Supporting Role | Kaguyahime no monogatari (2013)              | За озвучення Саґамі                               | Номінація |
| 2015 | BTVA Anime Dub Movie/Special Voice Acting Award | Behind the Voice Actors Awards                          | Best Vocal Ensemble in an Anime Feature Film/Special                                | Kaguyahime no monogatari (2013)              | Разом з іншими акторами фільму                    | Номінація |
| 2015 | BTVA Special/DVD Voice Acting Award             | Behind the Voice Actors Awards                          | Best Vocal Ensemble in a TV Special/Direct-to-DVD Title or Short                    | The Pirate Fairy (2014)                      | Разом з іншими акторами фільму                    | Номінація |
| 2015 | BTVA Television Voice Acting Award              | Behind the Voice Actors Awards                          | Best Vocal Ensemble in a Television Series — Comedy/Musical                         | Kung Fu Panda: Legends of Awesomeness (2011) | Разом з іншими акторами фільму                    | Номінація |
| 2015 | People's Choice Award                           | People's Choice Awards, USA                             | Favorite Crime Drama TV Actress                                                     |                                              |                                                   | Номінація |
| 2014 | Prism Award                                     | Prism Awards                                            | Female Performance in a Drama Series Multi-Episode Storyline                        | Elementary (2012)                            |                                                   | Номінація |
| 2014 | TV Guide Award                                  | TV Guide Awards                                         | Favorite Duo                                                                        | Elementary (2012)                            | Разом із Джонні Лі Міллером (як Шерлок та Ватсон) | Номінація |
| 2013 | BTVA Special/DVD Voice Acting Award             | Behind the Voice Actors Awards                          | Best Vocal Ensemble in a TV Special/Direct-to-DVD Title or Short                    | Secret of the Wings (2012)                   | Разом з іншими акторами фільму                    | Номінація |
| 2013 | Award of Merit                                  | Best Shorts Competition                                 | Voice-Over Talent                                                                   | The No Name Painting Association (2013)      | Разом із Бі Ді Вонгом                             | Перемога  |
| 2013 | Image Award                                     | Image Awards (NAACP)                                    | Outstanding Supporting Actress in a Drama Series                                    | Southland (2009)                             |                                                   | Номінація |
| 2013 | Individual Award                                | Seoul International Drama Awards                        | Best Actress                                                                        | Elementary (2012)                            |                                                   | Перемога  |
| 2013 | Teen Choice Award                               | Teen Choice Awards                                      | Choice TV Actress: Action                                                           | Elementary (2012)                            |                                                   | Перемога  |
| 2012 | BTVA Feature Film Voice Acting Award            | Behind the Voice Actors Awards                          | Best Vocal Ensemble in a Feature Film                                               | Kung Fu Panda 2 (2011)                       | Разом з іншими акторами фільму                    | Перемога  |
| 2012 | Critics' Choice TV Award                        | Critics Choice Television Awards                        | Best Guest Performer in a Drama Series                                              | Southland (2009)                             |                                                   | Перемога  |
| 2012 | Gold Derby TV Award                             | Gold Derby Awards                                       | Drama Guest Actress                                                                 | Southland (2009)                             |                                                   | Номінація |
| 2012 | Muse Award                                      | New York Women in Film & Television                     |                                                                                     |                                              |                                                   | Перемога  |
| 2011 | Image Award                                     | Image Awards (NAACP)                                    | Outstanding Actress in a Television Movie, Mini-Series or Dramatic Special          | Marry Me (2010)                              |                                                   | Номінація |
| 2004 | Saturn Award                                    | Academy of Science Fiction, Fantasy & Horror Films, USA | Best Supporting Actress                                                             | Kill Bill: Vol. 1 (2003)                     |                                                   | Номінація |
| 2004 | MTV Movie Award                                 | MTV Movie + TV Awards                                   | Best Villain                                                                        | Kill Bill: Vol. 1 (2003)                     |                                                   | Перемога  |
| 2004 | MTV Movie Award                                 | MTV Movie + TV Awards                                   | Best Dance Sequence                                                                 | Charlie's Angels: Full Throttle (2003)       | Разом із Дрю Беррімор і Кемерон Діас              | Номінація |
| 2004 | NRJ Ciné Award                                  | NRJ Ciné Awards                                         | Best Villain (Meilleur méchant)                                                     | Kill Bill: Vol. 1 (2003)                     |                                                   | Номінація |
| 2003 | ACCA                                            | Awards Circuit Community Awards                         | Best Cast Ensemble                                                                  | Kill Bill: Vol. 1 (2003)                     | Разом з іншими акторами фільму                    | Номінація |
| 2003 | Critics Choice Award                            | Broadcast Film Critics Association Awards               | Best Acting Ensemble                                                                | Chicago (2002)                               | Разом з іншими акторами фільму                    | Перемога  |
| 2003 | Gold Derby Award                                | Gold Derby Awards                                       | Ensemble Cast                                                                       | Chicago (2002)                               | Разом з іншими акторами фільму                    | Номінація |
| 2003 | Golden Schmoes                                  | Golden Schmoes Awards                                   | Best Supporting Actress of the Year                                                 | Kill Bill: Vol. 1 (2003)                     |                                                   | Номінація |
| 2003 | PFCS Award                                      | Phoenix Film Critics Society Awards                     | Best Acting Ensemble                                                                | Chicago (2002)                               | Разом з іншими акторами фільму                    | Номінація |
| 2003 | Actor                                           | Screen Actors Guild Awards                              | Outstanding Performance by the Cast of a Theatrical Motion Picture                  | Chicago (2002)                               | Разом з іншими акторами фільму                    | Перемога  |
| 2003 | Teen Choice Award                               | Teen Choice Awards                                      | Choice Movie Hissy Fit                                                              | Chicago (2002)                               |                                                   | Номінація |
| 2003 | Young Hollywood Award                           | Young Hollywood Awards                                  | Adrenaline Rush                                                                     |                                              |                                                   | Перемога  |
| 2002 | ACCA                                            | Awards Circuit Community Awards                         | Best Cast Ensemble                                                                  | Chicago (2002)                               | Разом з іншими акторами фільму                    | Номінація |
| 2002 | Stinker Award                                   | The Stinkers Bad Movie Awards                           | Worst Actress                                                                       | Ballistic: Ecks vs. Sever (2002)             |                                                   | Номінація |
| 2001 | Saturn Award                                    | Academy of Science Fiction, Fantasy & Horror Films, USA | Best Supporting Actress                                                             | Charlie's Angels (2000)                      |                                                   | Номінація |
| 2001 | Blockbuster Entertainment Award                 | Blockbuster Entertainment Awards                        | Favorite Action Team (Internet Only)                                                | Charlie's Angels (2000)                      | Разом із Дрю Беррімор і Кемерон Діас              | Перемога  |
| 2001 | Blockbuster Entertainment Award                 | Blockbuster Entertainment Awards                        | Favorite Supporting Actress — Action                                                | Shanghai Noon (2000)                         |                                                   | Перемога  |
| 2001 | MTV Movie Award                                 | MTV Movie + TV Awards                                   | Best On-Screen Team                                                                 | Charlie's Angels (2000)                      | Разом із Дрю Беррімор і Кемерон Діас              | Перемога  |
| 2001 | MTV Movie Award                                 | MTV Movie + TV Awards                                   | Best Dressed                                                                        | Charlie's Angels (2000)                      |                                                   | Номінація |
| 2001 | Actor                                           | Screen Actors Guild Awards                              | Outstanding Performance by an Ensemble in a Comedy Series                           | Ally McBeal (1997)                           | Разом з іншими акторами фільму                    | Номінація |
| 2000 | American Comedy Award                           | American Comedy Awards, USA                             | Funniest Supporting Female Performer in a TV Series                                 | Ally McBeal (1997)                           |                                                   | Номінація |
| 2000 | Image Award                                     | Image Awards (NAACP)                                    | Outstanding Supporting Actress in a Drama Series                                    | Ally McBeal (1997)                           |                                                   | Номінація |
| 2000 | Actor                                           | Screen Actors Guild Awards                              | Outstanding Performance by a Female Actor in a Comedy Series                        | Ally McBeal (1997)                           |                                                   | Номінація |
| 2000 | Actor                                           | Screen Actors Guild Awards                              | Outstanding Performance by an Ensemble in a Comedy Series                           | Ally McBeal (1997)                           | Разом з іншими акторами фільму                    | Номінація |
| 1999 | Primetime Emmy                                  | Primetime Emmy Awards                                   | Outstanding Supporting Actress in a Comedy Series                                   | Ally McBeal (1997)                           | За роль Лін Ву                                    | Номінація |
| 1999 | OFTA Television Award                           | Online Film & Television Association                    | Best Supporting Actress in a Comedy Series                                          | Ally McBeal (1997)                           |                                                   | Перемога  |
| 1999 | Actor                                           | Screen Actors Guild Awards                              | Outstanding Performance by an Ensemble in a Comedy Series                           | Ally McBeal (1997)                           | Разом з іншими акторами фільму                    | Перемога  |
| 1999 | Q Award                                         | Viewers for Quality Television Awards                   | Best Supporting Actress in a Quality Comedy Series                                  | Ally McBeal (1997)                           |                                                   | Номінація |